# 화이트홀
화이트홀(white hole 화이트홀[*])은 블랙홀의 이론적 반대현상으로서, 오로지 이론상으로만 존재한다.
천체 물리학에서 화이트홀은 블랙홀의 시간적 반전을 의미한다. 블랙홀이 사건 지평선을 지나는 그 어떠한 것이라도 다 빨아들이는 진공 청소기와 같은 역할을 하는 반면, 화이트홀은 자신의 사상의 지평선으로부터 물체를 뱉어내는 원천으로써 행동한다. 가속의 징후는 시간의 반전 아래 변하지 않으므로 블랙홀과 화이트홀 모두 물체를 끌어당긴다. 이 둘 사이의 유일한 차이점은 지평선 상에서의 행동이다.
화이트홀은 웜홀(아인슈타인-로젠의 다리) 때문에 블랙홀의 반대개념으로 생겨난 이론상의 천체이다. 블랙홀이 물질을 집어삼키면 웜홀을 통해 반대편으로 나와야 한다는 생각에서 생겨난 것이 화이트홀이다.
블랙홀의 사건의 지평선은 오로지 물체를 빨아들이기만 한다. 반면 화이트홀의 사건의 지평선은 빛의 속도로 접근하는 그 어떠한 물체로부터도 표면상으로 멀어져서 침입하는 그 어떠한 물체도 결코 가로지르지 못한다. 그 후 그 침입하는 물체는 화이트홀이 소멸할 때 분산되고 재방사된다.
하지만 화이트홀은 블랙홀 자체가 정보를 방출할 수 있다는 스티븐 호킹의 주장에 의해 힘을 잃었다. 스티븐 호킹은 블랙홀이 작을수록 정보 방출이 더 잘 일어난다고 주장하였다. 화이트홀의 수명은 매우 짧다. 이론 상으로만 존재하지만 만약 태양만한 화이트홀이 있다면 그 수명은 1만분의 1초 밖에 되지 않는다.
이론적으로 초대질량 블랙홀은 모든 은하 중심에 존재하는 것으로 예측되며, 은하의 형성 과정에서 핵심적인 역할을 했을 가능성이 제기되고 있다. 스티븐 호킹을 비롯한 여러 물리학자들은 이러한 초대질량 블랙홀이 초대질량 화이트홀을 만들어낼 수도 있다고 제안하였다.
이는 블랙홀과 화이트홀이 이론적으로 짝을 이루는 존재라는 전제하에, 거대한 질량을 가진 블랙홀 역시 대응되는 화이트홀을 가질 수 있음을 암시하는 것이다. 이러한 초대질량 화이트홀은, 물질과 에너지를 방출함으로써 은하 진화 또는 초기 우주의 구조 형성에 영향을 미쳤을 가능성도 있다. 다만, 이들은 아직까지 관측된 바 없으며, 그 존재는 순전히 이론적인 수준에 머물러 있다.

## 개요
블랙홀과 마찬가지로, 화이트홀도 질량, 전하, 각운동량 등의 물리적 성질을 가진다. 일반적인 질량체처럼 중력장을 형성하여 물체를 끌어들이는 점에서는 차이가 없다. 그러나 화이트홀을 향해 낙하하는 물체는 결코 그 사건의 지평선에 도달할 수 없다. 단, 앞서 설명한 최대 확장 슈바르츠실트 해에서는 과거의 화이트홀 지평선이 미래의 블랙홀 지평선으로 이어지므로, 그 경계로 향하는 물체는 결국 블랙홀의 사건의 지평선에 도달하게 된다.
화이트홀은 표면이 없는 중력장을 상상하는 것과 같다. 일반적으로 중력 가속도는 물체의 표면에서 가장 크지만, 블랙홀이나 화이트홀은 명확한 표면이 없으므로 중력 가속도는 지표에서처럼 한계값에 도달하지 않고 지평선을 향해 기하급수적으로 증가한다. 특이점 내부에는 정의된 표면이 없으므로, 이 가속도는 제한 없이 계속 커지기만 한다.
양자역학에서는 블랙홀이 호킹 복사를 방출함으로써 복사된 입자들의 기체와 열역학적 평형 상태에 이를 수 있다.  스티븐 호킹은 이 열평형 상태가 시간 역전 대칭성을 지닌다는 점에 착안하여, 시간이 역전된 버전의 블랙홀이 곧 화이트홀의 열평형 상태에 해당한다고 주장하였다. 이는 블랙홀과 화이트홀이 동일한 정도로 에너지를 흡수하고 방출하는 반대 방향 구조로 해석될 수 있음을 시사한다.
이러한 호킹의 준(準)고전적 주장은 양자역학적 AdS/CFT 대응성 개론에서도 재현된다. 이 이론에서는 반(反) 더시터르 공간 속의 블랙홀이 게이지 이론에서의 열적 기체와 동등하며, 이 이론의 시간 반전 역시 동일한 상태로 유지된다는 특징을 보인다. 이는 블랙홀과 화이트홀이 구조적으로 상호보완적인 관계일 수 있다는 이론적 근거를 제공한다.

## 역사
1930년대 물리학자 로버트 오펜하이머와 하트랜드 스나이더는 일반 상대성 이론의 아인슈타인 방정식 해 가운데 하나로 ‘화이트홀’을 제안하였다. 이 방정식은 거대한 질량이 시공간을 어떻게 왜곡시키는지 설명하며 현대 물리학의 토대가 된다. 블랙홀이 별의 붕괴로부터 탄생한다면, 화이트홀은 공간과 시간, 나아가 우주까지 탄생시킬 수 있는 이론적 존재로 간주된다. 화이트홀 중심부에서는 공간과 시간이 특이점에서 끊기는 것이 아니라, 양자 효과로 인해 아인슈타인 방정식이 성립하지 않는 짧은 전이 영역을 가로질러 계속 이어진다. 이 영역을 지나면 화이트홀 내부 구조가 나타날 것이라고 존 L. 신지가 이미 시사한 바 있다.

최대 확장 슈바르츠실트 시공간의 구조를 나타낸 도식. 가로축은 공간, 세로축은 시간이다.

화이트홀의 실제 존재 가능성은 1964년 우주론자 이고리 드미트리예비치 노비코프가 처음 제기하였고, 니콜라이 카르다쇼프가 이를 발전시켰다. 정리하자면, 화이트홀은 전하와 자전이 없는 ‘영원한 블랙홀’을 기술하는 슈바르츠실트 해를 최대 확장(maximally extended)한 해에서 필연적으로 등장한다. 여기서 최대로 확장시켰다고 하는 것은, 시공간에 “가장자리”가 없어야 함을 의미한다. 자유 낙하 입자가 그리는 모든 지오데식 궤적은, 중심부의 중력 특이점에 이르지 않는 한 언제든지 무한히 연장될 수 있어야 한다. 이를 만족시키려면, 외부에서 사건의 지평선 안으로 떨어져 들어가는 입자들이 도달하는 블랙홀 내부 영역 외에, 사건의 지평선으로부터 바깥쪽으로 솟아오르는 입자들의 궤적을 연장할 수 있게 하는 별도의 화이트홀 내부 영역이 반드시 존재해야 한다. 슈바르츠실트 좌표를 쓰는 외부 관찰자에게는 자유낙하해 들어가는 입자가 사건의 지평선에 도달하기까지 무한한 시간이 걸리는 반면, 반대로 날아 나오는(outgoing) 입자는 무한한 과거로부터 화이트홀의 지평선을 넘어 나온 뒤 무한한 시간을 날아온 것처럼 보인다(그러나 입자 자신이 경험하는 고유 시간은 유한하다). 외부 관찰자의 시점에서 블랙홀/화이트홀은 과거와 미래 전체에 걸쳐 ‘‘영원히’’ 존재하는 셈이다.
최대 확장 시공간에는 두 개의 내부 영역(블랙홀·화이트홀)뿐 아니라 두 개의 외부 영역(때로 두 ‘‘우주’’라 불림)도 존재한다. 외부 제2우주는 두 내부 영역에 대한 일부 입자 궤적을 연장하는 역할을 한다. 따라서 블랙홀 내부에는 제1·제2우주 양쪽에서 떨어진 입자들이 섞여 있을 수 있고, 화이트홀 내부 출신 입자 역시 두 우주 중 어느 쪽으로든 빠져나갈 수 있다. 크루스칼–셰케레스 좌표를 사용한 시공간 다이어그램(그림 참고)을 보면 네 영역이 모두 표시되어 있다.
이 시공간에서는 시간값을 고정시킨채 시공간 초곡면(시간을 고정시켰으니 ‘공간상(空間相) 초곡면’이라고도 한다)을 잡고 그 시점의 공간 휘어짐을 ‘‘임베딩 다이어그램’’으로 그리면, 두 외부 영역을 잇는 관(tube) 형태가 만들어진다. 이를 ‘‘아인슈타인–로젠 다리’’ 또는 슈바르츠실트 웜홀이라 부른다. 초곡면을 어디에 잡느냐에 따라, 웜홀은 각 우주 안의 두 블랙홀 사건 지평선을 연결하거나, 두 화이트홀 사건 지평선을 연결할 수 있다. 그러나 화이트홀 지평선은 외부에서 진입할 수 없고, 블랙홀 지평선으로 들어간 관찰자는 내부 특이점에 필연적으로 도달하므로, 이 웜홀을 통해 우주 간을 왕래하는 것은 불가능하다.
한편, 최대 확장 슈바르츠실트 해는 외부 관찰자 관점에서 처음부터 영원히 존재하는 이상화된 블랙홀/화이트홀을 그린 것이다. 실제로는 별이 붕괴해 어느 시점에 형성되는 ‘‘현실적’’ 블랙홀을 기술하려면 다른 계량이 필요하다. 붕괴 물질을 다이어그램에 추가하면, 화이트홀 내부에 해당하는 부분은 사라진다. 그러나 일반 상대성 이론은 시간 역전 대칭이므로, 그 시간 역전 해는 ‘‘태초부터 존재해 온 화이트홀’’이 되어, 내부 특이점에서 물질을 방출하다 최종적으로 ‘‘폭발’’하면서 사라지는 모습이 된다. 이런 화이트홀은 이론적으로 허용되지만, 자연스러운 형성 과정을 찾기 어렵기 때문에 블랙홀만큼 심각하게 논의되지는 않는다. 오직 우주 탄생 초기 조건에 내장되어 있어야만 존재할 수 있다. 게다가 이런 화이트홀은 매우 ‘‘불안정’’할 것으로 예측된다. 외부에서 아주 적은 양의 물질만 떨어져도, 외부 관찰자에게 보이는 화이트홀의 폭발은 저지되고, 특이점에서 방출된 물질은 화이트홀 중력 반경을 벗어나지 못한다.

## 같이 보기
- 시간의 화살
- 빅 바운스
- 블랙홀
- 블랙홀 우주론
- 등각순환우주론
- 암흑물질
- 별난 물질
- 벌거숭이 특이점
- 양자역학
- 시공간
- 항성
- 웜홀
- 태양계